# Пірнівська сільська рада
Пірнівська сільська рада —  орган місцевого самоврядування у Вишгородському районі Київської області. Адміністративний центр — село Пірнове.

## Загальні відомості
Пірнівська сільська рада утворена в 2020 році.

## Населені пункти
Сільській раді підпорядковані населені пункти:
- Боденьки
- Вища Дубечня
- Воропаїв
- Жукин
- Лебедівка
- Нижча Дубечня
- Новосілки
- Пірнове
- Ровжі
- Сувид

## Склад ради
Рада складається з 22 депутатів та голови.

### Керівний склад ради
| ПІБ                            | Основні відомості                                                 | Дата обрання | Дата звільнення |
| ------------------------------ | ----------------------------------------------------------------- | ------------ | --------------- |
| Філоненко Володимир Васильович | Сільський голова, 1956 року народження, безпартійний              | 26.03.2006   | 31.10.2010      |
| Книжников Сергій Олександрович | Сільський голова, 1978 року народження, освіта вища, безпартійний | 31.10.2010   |                 |

Примітка: таблиця складена за даними джерела